# 星屑的環繞聲
《星屑的環繞聲》（星屑のサラウンド）是CooRie的第15張單曲。

## 收錄曲
1. 星屑的環繞聲
作詞・作曲：rino、編曲：大久保薫
《浪漫追星社》片尾曲
2. 作詞・作曲：rino、編曲：大久保薫
《浪漫追星社》第4話片尾曲
3. 星屑的環繞聲（off vocal）
4. （off vocal）

## 相關項目
- Super Noisy Nova（《浪漫追星社》片頭曲）